# Dragontrail
Dragontrail est une marque de verre trempé d'alcali-aluminosilicate, développée et commercialisée depuis 2011 par l'entreprise Asahi Glass, concurrent du Gorilla Glass qui détient plus de 80 % du marché du verre de protection trempé.

## Écrans de smartphones
À ce jour, les écrans de smartphones suivants ont intégré ce type de protection :
- Alcatel Hero 2
- Alcatel One Touch Conquest
- Alcatel One Touch Idol 3
- Archos Diamond 2 Plus
- Bq Aquaris
- Cherry Mobile 4/S4/S4 Plus/G1
- Crosscall Trekker-S1
- Elephone P8000
- eSTAR X45
- Galaxy Nexus
- Gionee G 5
- Haier Estime De Soi I70
- i-QI mobile 6
- InnJoo one
- InnJoo two
- Kruger&Matz DRIVE 3
- Lava Iris 504q
- Lave Pixel V1
- Lave Pixel V2
- Lave X8
- Lenovo ThinkPad Yoga 12
- Lenovo K3 Note
- Meizu M2
- Oplus XonPhone 5
- Sony Ericsson Xperia Active
- Sony Xperia Z
- Sony Xperia Z1
- Sony Xperia Z2
- Sony Xperia Z3
- Sony Xperia Z5
- Sony Xperia Z5 Premium
- SoshPhone 3
- Stonex Un
- Thinkpad Yoga 12
- TrekStor WinPhone 4.7 HD
- Xiaomi Redmi 1S
- Xiaomi Redmi 2
- XOLO 8X-1000
- XOLO Q1000
- XOLO Q1010i
- XOLO NOIR 1X
- XOLO Win Q900s
- ZTE Obsidian